# 가을장미
"가을장미"는 1986년에 개봉한 대한민국의 영화이다.

## 캐스팅
- 김형용
- 선우일란
- 유화춘
- 정재순
- 문혜경
- 진봉진
- 김정식
- 이재호